# Formica luteola
Formica luteola é uma espécie de formiga do gênero Formica, pertencente à subfamília Formicinae.